# 帕梅拉·比约克曼
帕梅拉·简·比约克曼（英語：Pamela Jane Bjorkman，1956年—），生于俄勒冈州波特兰，美国生物化学家、分子生物学家，加州理工学院教授，霍华德·休斯医学研究所研究员。
比约克曼的主要贡献是开创了主要组织相容性复合体的晶体学研究。她率先识别了这种复合体一种蛋白的晶体结构。比约克曼被认为是免疫反应过程中不同的蛋白质的结构、功能和相互作用的研究的领导者之一。1994年，获盖尔德纳国际奖。